# Acer barbinerve
Acer barbinerve är en kinesträdsväxtart som beskrevs av Carl Maximowicz och Friedrich Anton Wilhelm Miquel. Acer barbinerve ingår i släktet lönnar, och familjen kinesträdsväxter. Inga underarter finns listade i Catalogue of Life.